# Tunku Azizah Aminah Maimunah
Paduka Putri Tunku Hajjah Azizah Aminah Maimunah Iskandariah binti al-Marhum Sultan Mahmud Iskandar al-Haj (Johor Bahru, 5 agosto 1960) è Tengku Ampuan di Pahang dal 2019 e Raja Permaisuri Agong della Malaysia dal 2019 al 2024.

## Biografia
Tunku Azizah Aminah Maimunah Iskandariah è nata all'Istana Bukit Stulang di Johor Bahru il 5 agosto 1960 ed è la terza figlia del sultano Iskandar di Johor e della sua prima moglie Enche' Besar Hajah Kalsom binti Abdullah, nata Josephine Ruby Trevorrow.
È stata educata alla Tunku Ampuan Mariam School, alla Sultan Ibrahim Ladies School e alla Tun Fatimah School di Johor Bahru.
Il 6 marzo 1986, presso l'Istana Bukit Serene di Johor Bahru, ha sposato Tengku Abdullah, figlio primogenito del sultano Ahmad Shah di Pahang. Lo stesso giorno ha ricevuto il titolo di Tengku Puan. Nei primi anni i coniugi hanno avuto problemi nell'avere un bambino in quanto Haminah spesso ha sofferto di aborto spontaneo. Tuttavia si è sottoposta a fecondazione in vitro ed è rimasta incinta. Questo la ha ispirata a istituire la Tunku Azizah Fertility Foundation per aiutare le coppie che vogliono avere un figlio ma che non possono permettersi il trattamento di fecondazione. TAFF è stata sviluppata per la prima volta nel marzo del 2005 e si è dimostrato efficace nell'aiutare molte coppie meno fortunate ad avere un bambino. TAFF è anche l'unica associazione per la fertilità che opera in Malaysia.
Dalla loro unione sono nati:
- Tengku Ahmad Iskandar Shah (nato e morto il 24 luglio 1990);
- Tengku Hassanal Ibrahim al-Alam Shah (nato il 17 settembre 1995);
- Tengku Muhammad Iskandar Ri’ayatuddin Shah (nato il 3 agosto 1997);
- Tengku Ahmad Ismail Muadzam Shah (nato l'11 settembre 2000);
- Tengku Putri Afzan Amina Hafizatullah (nata l'11 settembre 2000);
- Tengku Putri Nur Jihan Khalsom Athiyatullah (nata il 27 aprile 2002).

Nel 2013 è stato scoperto che tutti i suoi figli stavano studiando nel Regno Unito. Hassanal ha frequentato la Sherborne School, Muhammad la Harrow School e Ahmad ha frequentato la Caldicott School.
Con il marito ha adottato un figlio, l'onorevole Tengku Amir Nasser Ibrahim bin Ibrahim Tengku Arif Bendahara, nato il 25 agosto 1987. Egli è il figlio più giovane di Tengku Arif Bendahara Ibrahim e della sua terza moglie, Czarina binti Abdullah. Tengku Amir si è sposato con la principessa Suraiya Afzan.
Il 15 gennaio 2019 suo suocero, il sultano Ahmad Shah, ha abdicato per motivi di salute e suo marito è stato proclamato sultano.
Il 24 gennaio 2019 la Conferenza dei governanti ha eletto suo marito Yang di-Pertuan Agong. È divenuta quindi Raja Permaisuri Agong.
È patrona di diverse organizzazioni. È presidente dell'Associazione delle Ragazze dello Stato di Pahang, vicepresidente della Girl Guides Association of Malaysia e presidente a vita della Tunku Azizah Fertility Foundation.

## Hobby
Tuanku Azizah è nota per il suo profondo interesse per la cucina e ha pubblicato due libri: "Tengku Puan Pahang Water Handicraft" e "Traditional Cuisine of Pahang". Inoltre ha cucinato per le vittime delle inondazioni del Pahang del dicembre del 2013.